# Hans van Wissen
Hans van Wissen (Groningen, 21 juli 1946 – Amsterdam, 7 april 1999) was een Nederlands journalist.
Van Wissen studeerde Nederlands en werkte vanaf begin jaren zeventig voor de Volkskrant. Als sportjournalist was hij gespecialiseerd in atletiek, judo, zwemmen, turnen en tennis. Hij was hoofdredacteur van het blad Loopsport en van juni 1985 tot eind 1993 van Runners. Aan Runner’s World, de voortzetting van Runners vanaf 1994, was hij als staflid en columnist verbonden.
In februari 1998 werd hij landelijk nieuws in de zogeheten judas-affaire, toen hij in een nieuwsartikel in dagblad de Volkskrant op basis van een persoonlijk telefoongesprek met voorzitter Wouter Huibregtsen van het NOC*NSF beweerde dat deze kroonprins Willem-Alexander zou hebben uitgemaakt voor "judas, saboteur en lafaard". Dit zou zijn gebeurd naar aanleiding van de benoeming van de prins tot lid van het IOC, waarvoor Huibregtsen zelf ook kandidaat was. In oktober 1998 oordeelde een rechter dat de Volkskrant onrechtmatig had gehandeld door het artikel te plaatsen.
Van Wissen was gehuwd met de atlete en politica Mieke Sterk. Tijdens de Olympische Zomerspelen 1988 leerde hij tafeltennisster Bettine Vriesekoop kennen, met wie hij een relatie kreeg. In april 1999 overleed Van Wissen op 52-jarige leeftijd aan een hartaanval. Vriesekoop was op dat moment in verwachting en beviel later van hun zoon.